# Big boot
Een big boot is een gevechtshandeling uit het professioneel worstelen. De techniek werd vaak gebruikt door Hulk Hogan en wordt vaak gebruikt door onder andere Undertaker.
Meestal wordt deze techniek gebruikt als de tegenstander komt aanrennen. De impuls van de tegenstander wordt gebruikt om de laars van de worstelaar met kracht het bovenlichaam of hoofd te laten raken. Deze beweging wordt vooral uitgevoerd door lange worstelaars om het een zeer sterke aanval te laten lijken, zelfs al staan ze zelf stil: de tegenstander loopt gewoon tegen hun voet aan. Door hun lengte is het gemakkelijk het hoofd van worstelaars met normaal postuur te bereiken.

## Running Big Boot
In tegenstelling tot de traditionele Big Boot, vereist de Running Big Boot volledige bewegingsvaardigheid van de uitvoerder. Het is als het ware het omgekeerde van de standaard Big Boot. De meest populaire situatie is die van Undertaker waarbij hij de Snake-Eyes/Running Big Boot combo uitvoert op zijn tegenstanders.

## Counter Big Boot
Hierbij staat de uitvoerder in de hoek van de ring en wacht tot de tegenstander aan komt rennen. In een snelle beweging tilt de uitvoerende worstelaar zijn been op om met zijn voet het gezicht van de aanrennende worstelaar te raken.